# Verchnij Sejmčan
Verchnij Sejmčan (in lingua russa Верхний Сеймчан) è un centro abitato dell'Oblast' di Magadan, situato nello Srednekanskij rajon.